# Puccinia pimpinellae
Puccinia pimpinellae är en svampart som först beskrevs av F. Strauss, och fick sitt nu gällande namn av Heinrich Friedrich Link 1824. Puccinia pimpinellae ingår i släktet Puccinia och familjen Pucciniaceae.   Inga underarter finns listade i Catalogue of Life.